# صمويل الفاسي
صمويل الفاسي حاخام يهودي مغربي ولد بفاس واعتنق المسيحية أيام المرابطين، وتسمى باسم صامويل ماروشيتانيوس (باللاتينية: Samuel Marochitanus) أي صمويل المغربي. شغل مناصب مرابطية كبيرة، كالمشاركة في بيعة سجلماسة. تذكره الكثير من المؤلفات المسيحية في العصور الوسطى بسبب مؤلف له باللغة العربية ترجمه لاحقا للاتينية أسقف المغرب Alphonsus Bonihominis سنة 1344, تحت عنوان Epistula contra errores Judaeorum ‏ وصدرت لهذا الكتاب ترجمة إنجليزية في مدينة يورك سنة 1649 تحت عنوان "The Blessed Jew of Morocco; or, the black Moor Made white." تذكر المصادر المسيحية مناظرة جرت بينه وبين مسلم اسمه أبو طالب السبتي ومراسلات جرت بينه وبين الحاخام إسحاق السجلماسي، ويعتقد بعض المؤرخين أنهم شخصيات خيالية اختلقها ألفونسو بونهومي، لإظهار تفوق المسيحية.